# セントー級航空母艦
セントー級航空母艦（英語: Centaur-class aircraft carrier）は、イギリス海軍の航空母艦（軽空母）の艦級。後に順次にコマンドー母艦に転用されたほか、「ハーミーズ」は更にSTOVL方式の軽空母となった。
先行するコロッサス級・マジェスティック級の発展型にあたる。特に「ハーミーズ」は大幅に設計を改訂して竣工しており、独立した艦級として扱われることもあるほか、こちらがネームシップとして扱われることもある。

## 来歴
イギリス海軍では、第二次世界大戦の開戦とともに航空母艦の急速建造が急務となったことから、従来の艦隊空母と比べて排水量・速力を妥協し、甲鉄防御は全廃して、構造も商船類似の方式とした軽艦隊空母（light fleet aircraft carriers）の建造に移行した。まずコロッサス級10隻が建造されたのち、より大重量の艦上機の運用に対応したマジェスティック級に移行した。
その後、1942年12月に航空合同技術委員会が提出した報告書では、コロッサス級をもとに、艦上機の許容重量を20,000ポンド (9,100 kg)から30,000ポンド (14,000 kg)に引き上げるとともに、速力の向上を図ることが勧告された。これに応じて建造されたのが本級である。
当初計画では8隻が建造されることになっていたが、性能向上の代償として、コロッサス級では21ヶ月だった工期が本級では30ヶ月に増加していたことから、前半4隻の建造承認は1944年初頭までずれ込み、また1943年7月の時点で、後半4隻の建造はほぼ棚上げされていた。
建造が承認されたものについては、1944年に3隻、1945年に1隻が起工された。このうち、「ハーミーズ」を除く3隻は1947・48年に進水して、1953・4年に竣工した。一方、最も工事が進捗していなかった「ハーミーズ」は、造船台を開けるために1953年に進水した後、一時保管状態に置かれたが、1955年にイラストリアス級「ヴィクトリアス」と同等の艦上機運用能力を持たせる改装を施して就役させることが決定され、1959年に竣工した。

## 設計
上記の経緯により、本級の設計は、先行するコロッサス級・マジェスティック級の発展型となった。
機関はギアード・タービン方式で、パーソンズ式蒸気タービンにより2軸のスクリュープロペラを駆動する。ボイラーはコロッサス級・マジェスティック級と同様にアドミラルティ式3胴式水管ボイラーを4缶搭載する。速力向上が求められたことから、機関出力は、コロッサス級・マジェスティック級では40,000馬力だったのに対し、本級では9割増の76,000馬力となった。
なお推進器は、当初は3翼式だったが、後に直径15.5フィート (4.7 m)の4翼式に変更された。回転数230 rpmで28ノットを発揮できた。

## 能力

### 航空運用機能

#### 発着艦設備
機体重量30,000ポンド (14,000 kg)までの航空機の運用に対応し、カタパルトはこの重量の機体を75ノットで射出できた。初期建造艦3隻では、竣工直後からの改装によってアングルド・デッキが導入されたが、改装範囲の関係から、艦首尾線に対する開角は5度とされた。またスエズ動乱後の1956年には蒸気カタパルトが導入されたほか、アレスティング・ギアも更新された。一方、「ハーミーズ」では、開角6度のアングルド・デッキを導入し、カタパルトも当初から蒸気式のものを設置した状態で竣工した。「ハーミーズ」の改装は船体サイズが近い改装後の「ヴィクトリアス」がベースとなっており、良く似た艦容から「装甲なしのヴィクトリアス」と称されたという。
ただし、このように改良された航空艤装でも、シービクセンの後継となる艦上戦闘機として採用されたファントムの運用には対応できなかった。このことから、下記のように本級は順次にコマンドー母艦に転用されることになり、1959年から1960年にかけて「ブルワーク」が、1961年から1962年には「アルビオン」が、そして1971年には「ハーミーズ」が、それぞれカタパルトやアレスティング・ギアを撤去する改修を受けた。
その後、垂直離着陸機（VTOL機）であるシーハリアーFRS.1の実用化とともに、対潜空母として活動していた「ハーミーズ」もこれを搭載することになり、1980年から1981年にかけて、STOVL方式に対応して、勾配角12度のスキージャンプ台を設置するなどの改修を受けた。これは航空母艦に恒久的なスキージャンプ台が設置された初の例であった。

#### 格納・補給
エレベータは16.5×13.4メートル大のものが2基設置された。また「ハーミーズ」では、蒸気カタパルトの関連設備のためのスペースを確保するため、前部エレベーターはデッキサイド式に変更された。艦上機の大重量化に伴って大型化も予測されたことから、格納庫の高さクリアランスは5.3メートルに引き上げられた。
搭載機は時期と艦によって大きく異なっている。例えば1956年の第二次中東戦争に参加した2隻の搭載機は下記のような構成となっていた。
- 「アルビオン」
  - シーベノム FAW.21艦上戦闘機×8機
  - シーホークFGA.4またはFB.3艦上戦闘機×19機
  - スカイレイダーAEW.1早期警戒機×2機
  - ホワールウィンドHAR.3ヘリコプター×2機
- 「ブルワーク」
  - シーホークFGA.4/6またはFB.3艦上戦闘機×30機
  - アヴェンジャーAS.5艦上哨戒機×2機
  - ドラゴンフライHR.3ヘリコプター×2機

またその後、艦上戦闘機はシービクセンに更新されたほか、「ハーミーズ」ではバッカニア艦上攻撃機も運用された。1959年の時点で、「ハーミーズ」の搭載機は、シービクセン艦上戦闘機、シミターまたはバッカニア艦上攻撃機が計20機、そしてガネット艦上哨戒機8機とされていた。
その後、後述するように本級は順次固定翼機の運用を終了して、輸送ヘリコプターのみを搭載するコマンドー母艦として改装されていった。しかし「ハーミーズ」は、1976年には対潜空母として再改装されて哨戒ヘリコプターも搭載するようになり、更には1980年から81年にかけて12°のスキージャンプ台設置などの改装を行ってV/STOL空母となり、シーハリアーFRS.1艦上戦闘機を搭載するようになった。平時の搭載機はシーハリアーFRS.1艦上戦闘機5機とシーキングHAS.5哨戒ヘリコプター9機が標準的な構成とされていたが、フォークランド紛争に派遣された際には、シーハリアーFRS.1×12機とシーキングHAS.5×10機が展開し、後には増援されたシーハリアー4機、更には空軍のハリアーGR.3攻撃機6機も加わった。

### 輸送揚陸機能

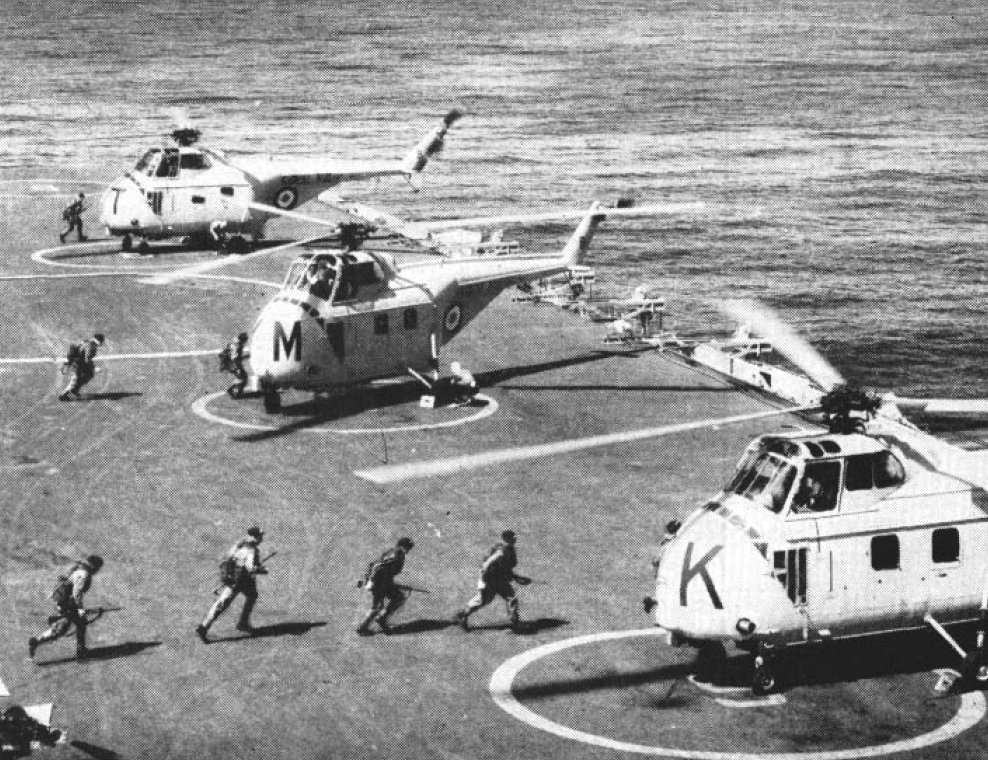
コマンドー母艦時代の「ブルワーク」艦上のホワールウィンド輸送ヘリコプターと海兵隊員

イギリス海兵隊は早くからヘリコプターの戦術的価値に注目しており、第二次中東戦争の際には、兵員輸送艦に転用されていたコロッサス級2隻（「オーシャン」、「シーシュース」）を用いたヘリボーン戦術が展開された。そしてその実績を踏まえて、1959年から1962年にかけて、本級のうち「アルビオン」「ブルワーク」がコマンドー母艦（commando carrier）として改装された。これは水陸両用作戦のためのヘリ空母であり、アメリカ海軍のヘリコプター揚陸艦（LPH）に相当するものであった。
両艦の改修は必要最低限のもので、艦の外見はほとんど変化しなかったが、海兵隊1個コマンドー（約600名）と装備、車両50両の搭載に対応しており、その輸送のため、ホワールウィンド輸送ヘリコプター21機が搭載された。また1971年には「ハーミーズ」も同様の改修を受けた。ただし「セントー」の改修は予算上の理由から中止された。

### 個艦防御機能
当初の設計では、艦砲として45口径11.4cm砲（QF 4.5インチ砲Mk.III）を連装の高角砲架と組み合わせて4基、また対空兵器としては56口径40mm機銃34門（6連装2基、連装11基）を搭載する予定であった。
しかし実際には、2基目のカタパルトを設置する代償として艦砲は全廃されることになり、40mm機銃32門（6連装2基、連装8基、単装4基）を搭載して竣工した。またその後も、アングルド・デッキ化の際に左舷側の40mm連装機銃3基が、またカタパルトを蒸気式にしてアレスティング・ギアを強化した際には艦橋構造物後方の6連装機銃が撤去された。
一方、「ハーミーズ」では984型レーダーとCDS戦術情報処理装置が搭載されたが、特にレーダーのためのスペースを捻出するため、機銃は56口径40mm連装機銃Mk.5 5基に削減された。その後、1964年から1966年にかけての改修の際に、機銃はシーキャット個艦防空ミサイルのGWS-22 3連装発射機2基に換装された。また1971年の改修の際に、レーダーも984型から965型に換装された。

## 同型艦一覧
| #   | 艦名                        | 建造所                                                        | 起工           | 進水           | 就役            | 退役           | その後                                                                     |
| --- | --------------------------- | ------------------------------------------------------------- | -------------- | -------------- | --------------- | -------------- | -------------------------------------------------------------------------- |
| R06 | セントー HMS Centaur        | ハーランド・アンド・ウルフ ベルファスト造船所                 | 1944年 5月30日 | 1947年 4月22日 | 1953年 9月1日   | 1965年         | 1973年解体                                                                 |
| R08 | ブルワーク HMS Bulwark      | ハーランド・アンド・ウルフ ベルファスト造船所                 | 1945年 5月10日 | 1948年 6月22日 | 1954年 11月4日  | 1981年 4月10日 | 1984年スクラップとして売却、解体                                           |
| R07 | アルビオン HMS Albion       | スワン・ハンター タイン・アンド・ウェア造船所                 | 1944年 3月22日 | 1947年 5月16日 | 1954年 5月26日  | 1973年         |                                                                            |
| R12 | ハーミーズ HMS Hermes       | ヴィッカース・アームストロング バロー・イン・ファーネス造船所 | 1944年 6月21日 | 1953年 2月16日 | 1959年 11月25日 | 1984年         | 1985年インドに売却、ヴィラート (INS Viraat; R22）として再就役 2017年に退役 |
| n/a | ハーミーズ HMS Hermes       | キャメル・レアード                                            | 1944年 6月21日 | 建造中止       | 建造中止        | 建造中止       |                                                                            |
| n/a | アロガント HMS Arrogant     | スワン・ハンター                                              | 1944年         | 建造中止       | 建造中止        | 建造中止       |                                                                            |
| n/a | モンマス HMS Monmouth       | フェアフィールド                                              | 建造中止       | 建造中止       | 建造中止        | 建造中止       |                                                                            |
| n/a | ポリフェマス HMS Polyphemus | デヴォンポート                                                | 建造中止       | 建造中止       | 建造中止        | 建造中止       |                                                                            |